# NGC 6415
NGC 6415 ist ein aus mehreren Sternen bestehender Asterismus im Sternbild Skorpion.
Er wurde am 26. August 1826 von James Dunlop bei einer Beobachtung irrtümlich für einen Sternhaufen gehalten; John Herschel notierte bei seiner Beobachtung des Bereiches „a great nebulous projection of the milky way“. Beide Beobachtungen gelangten so als ein Eintrag in den Katalog.